# Missa Gaia
Missa Gaia oder auch Earth Mass ist eine nichtliturgische Messe, eine Komposition des amerikanischen Sopransaxophonisten und Komponisten Paul Winter in Zusammenarbeit mit Paul Halley, Jim Scott, Oscar Castro-Neves und Kim Oler. Sie wurde ursprünglich zum 800. Geburtstag des Franziskus von Assisi im Jahr 1981 geschrieben und in der Kathedrale St. John the Divine in Manhattan uraufgeführt.

## Hintergrund
Die Komposition wird jährlich zum Namenstag des Heiligen Franziskus Anfang Oktober im Rahmen einer Messe aufgeführt, in der auch Tiere gesegnet werden. Dem Heiligen Franziskus verdankt die Messe den Text ihres Eingangs- und Schlusschores („Sonnengesang“); sie teilt sein Anliegen, die Menschen als Brüder und Schwestern ihrer Mitgeschöpfe zu begreifen. Die Missa Gaia wird als ein Meisterwerk des ökologischen New-Age-Bewusstseins beschrieben.
Sie ist eine Messe, die zugleich ökumenisch wie ökologisch ist: eine Messe, die alle Stimmen der Erde exemplarisch einschließt. Winter nannte sie nach dem alten griechischen Namen für Mutter Erde „Gaia“ bzw. nach der sich darauf beziehenden „Gaia-Hypothese“ der britischen Naturwissenschaftler James Lovelock und Lynn Margulis, die besagt, „dass alle lebende Materie der Erde, von den Walen bis zu den Viren, von den Eichen bis zu den Algen, eine einzige lebendige Einheit bildet“.
Aus diesem Verständnis heraus fügte Winter nicht nur Tierstimmen in die Messe ein, sondern leitete auch die musikalischen Grundmotive einiger klassischer Messeteile aus charakteristischen Tierrufen ab – so das Kyrie vom Heulen des Tundrawolfs und das Sanctus vom Gesang der Buckelwale: Der Mensch lernt buchstäblich das Singen von den Tieren. Musikalisch hat der Komponist den ökumenischen Charakter seiner Messe zusätzlich durch ein Gewebe aus unterschiedlichen Traditionen und Stilrichtungen unterstrichen: angefangen vom gregorianischen Gesang über den protestantischen Choral, romantische Orgelmusik, afrikanische Instrumente, lateinamerikanische Rhythmen, Gospel-Elemente bis hin zur zeitgenössischen Rockballade.
Die Missa Gaia sieht einen vierstimmigen Chor, Gesangssolisten und ein Instrumentalensemble mit Betonung perkussiver Elemente vor. Sie wurde 1982 als Vinyl-Album veröffentlicht, später als CD, die allerdings vergriffen ist. Die erste vollständige Aufführung in Europa fand 1995 statt durch den GospelChor Saarbrücken unter der Leitung von Wilhelm Otto Deutsch. Darauf lud Paul Winter den Chor ein, die Missa Gaia mit ihm zusammen 1998 in St. John the Divine aufzuführen.
Weitere Aufführungen fanden auch in Deutschland statt. Von einer Aufführung im Freiburger Münster im Jahr 2008 wurde vom Temple-Studio eine CD produziert.

## Notenausgaben
Paul Winter: Missa Gaia / Earth Mass. A Mass in Celebration of Mother Earth. Hal·Leonard, Milwaukee, 2006, ISBN 0-634-09871-3.